# だるま道場
『だるま道場－目指せ、達磨王－』（だるまどうじょう－めざせ、だるまおう－）は、1994年4月に日本のエイブルコーポレーションから稼働されたパズルゲーム。
主人公の小坊主および巫女を操作し、制限時間内に同じ種類のコマを揃えて消去する事を目的としている。「だるま落とし」を題材としており、コマを消去すると上のコマが落下する仕組みとなっている。
開発はメトロが行い、本作にはスーパーファミコン用ソフト『ジグザグキャット ダチョウ倶楽部も大騒ぎダ』（1994年）を手掛けたスタッフが多くかかわっており、プロデューサーはおおかわまこと、ディレクターは永井満夫、服部明美、なかじゅんたつやが担当している。

## ゲーム内容
だるま落としを題材にしたパズルゲームで小坊主（1プレイヤーキャラクター）と巫女（2プレイヤーキャラクター）を8方向に操作して制限時間内にタテヨコ数マスに並べられた同じ種類のコマを全て下の倉庫に揃えて消す事が目的の全16面のステージクリア型パズルゲーム。だるま落としを題材としているため抜かれたマスのコマの隣に別のコマがなければ上からコマが落下する仕組みとなっている。倉庫に同種のコマが揃わなかった場合はそのまま上へ一段上がり、タイムロスとなるため攻略するには展開を先読みしなければならない。序盤は倉庫に入れるコマの数が3個だがステージが進むにつれて倉庫に入れるコマの数が増えるため徐々に難易度が上がる。
コマの種類はだるま落としの胴体数色とだるまやこけしなどの民芸品をモチーフにしたコマが存在するが千両箱以外のコマはいずれも揃えると一定時間のタイムストップとなる。千両箱についてはタイムストップしないかわりにボーナス点が入るが最後に消した場合はボーナス点が入らないためどのタイミングで消すかがハイスコアを狙うカギとなっている。
フィールドに積まれているコマが天井を越えたり、左のタイマーキャラが上のロープを切ると大鐘が落下してゲームオーバーとなる。

## 他機種版
| No. | タイトル     | 発売日        | 対応機種           | 開発元 | 発売元 | メディア                | 型式      | 備考 |
| --- | ------------ | ------------- | ------------------ | ------ | ------ | ----------------------- | --------- | ---- |
| 1   | だるま道場   | 1995年2月10日 | スーパーファミコン | メトロ | DEN'Z  | 8メガビットロムカセット | SHVC-ADRJ |      |
| 2   | パズルスター | 1999年9月20日 | アーケード         | IGS    | アルタ | 業務用基板              | -         |      |

スーパーファミコン版
- アーケード版では8方向操作の仕様上コマのある高さでなおかつコマのない空白箇所でハンマーを叩くと空振りするがスーパーファミコン版は操作が上下2方向に変更されており、横移動が自動移動となったため空振りする箇所はコマのない高さだけになっており、操作面においてアーケード版よりもやさしくなっている。この操作仕様変更に関しては発売以前にゲーメストの攻略記事内においても「横移動の操作はいらないのでは?」と指摘されている。鎌倉から京都を目指す全8ステージ構成。パスワードやコンティニューも用意されている。[1]

アーケード版『パズルスター』
- 1999年には台湾のIGSが本作をインスパイアした『魔幻星座』というパズルゲームをアーケードで発表しているが、これはメトロから正式にライセンスを取ったものである。日本国内でも『パズルスター』というタイトルでアルタから極少数ながら稼働された。

## ストーリー
村と村を結ぶ街道に、化け物たちが悪霊の置物を高く積み上げて民の往来を邪魔していた。それを事を聞いた小坊主は、修行も兼ねて化け物退治に向かった。

## スタッフ
スーパーファミコン版
- エグゼクティブ・プロデューサー：いずみえいき
- プロデューサー：おおかわまこと
- ディレクター：永井満夫、服部明美、なかじゅんたつや

## 評価
アーケード版
上記のアイデアや奥深いゲーム性が評価されて対戦格闘ゲームの攻略記事がメインだった当時のゲーメストにて数回攻略記事が掲載されたため当時新作ゲーム紹介記事にしか掲載されなかったメトロの作品においては初期のヒット作となり、知名度を得るきっかけとなる。またゲーメスト大賞ではそれ程評価されなかったが1995年1月頃に掲載された読者投稿ネタ「裏ゲーメスト大賞」にて候補作品の一つにも挙げられている。台湾でも「達磨大道場」のタイトル名で流通し、人気を博している。
スーパーファミコン版
ゲーム誌『ファミコン通信』の「クロスレビュー」では、6・6・6・5の合計23点（満40点）、『ファミリーコンピュータMagazine』の読者投票による「ゲーム通信簿」での評価は以下の通り、18.1点（満30点）となっている。
| 項目 | キャラクタ | 音楽 | お買得度 | 操作性 | 熱中度 | オリジナリティ | 総合 |
| 得点 | 3.2        | 3.0  | 3.0      | 3.0    | 3.1    | 3.0            | 18.1 |